# Alcide d'Orbigny
Alcide Charles Victor Marie Dessalines d'Orbigny, född 6 september 1802 i Couëron, nära Nantes, död 30 juni 1857 i Pierrefitte-sur-Seine, departementet Seine-Saint-Denis, var en fransk geolog och paleontolog.
Orbigny gjorde 1826–33 forskningsresor i Sydamerika och blev professor i paleontologi vid Muséum national d'histoire naturelle i Paris. Han beskrev en stor mängd, företrädesvis mesozoiska, fossil. Bland hans många arbeten kan nämnas det rikt illustrerade Voyage dans l'Amérique méridionale (1835–49) och det storartat anlagda Paléontologie française (1840–60, åtta band), vilket till 1887 fortsattes av en vetenskaplig kommitté.
Han var en ivrig anhängare av den läran, att varje geologiskt system, ja så gott som varje etage, med avseende på sin fauna fullständigt skiljer sig från föregående och efterföljande. På grund härav blev för honom två med varandra identiska fossil från två olika etager, trots identiteten, två species, som belades med olika namn; han skapade på detta sätt en ofantlig mängd "nya arter", som sedermera fick sammanslås med varandra eller med förut kända.